# Dovrebanen

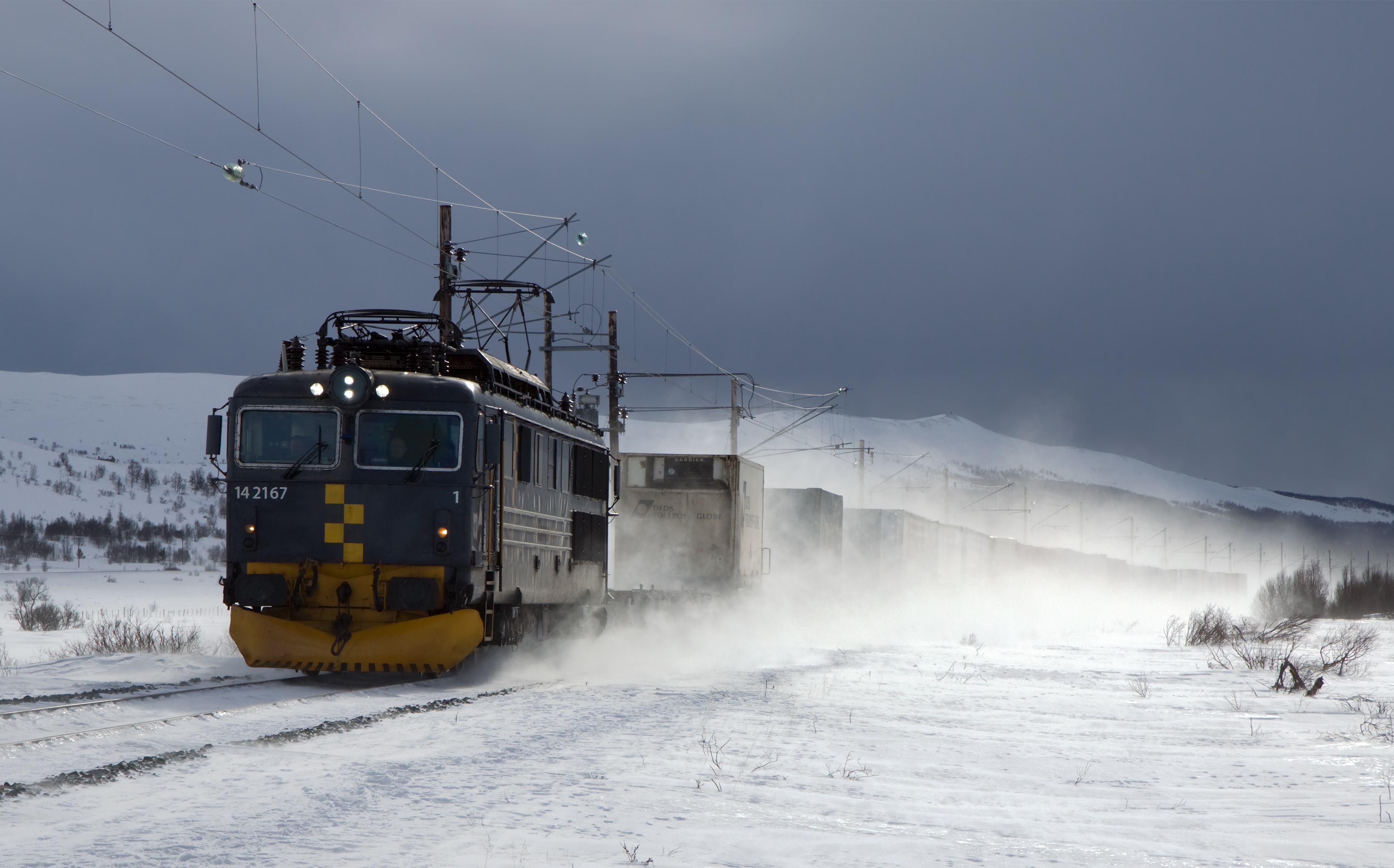
Lokomotywa elektryczna NSB El 14 ciągnąca skład na linii Dovrebanen

Dovrebanen - główna linia norweskiego systemu kolejowego między Oslo i Trondheim. Odcinek 64 km na południe od Eidsvoll został zastąpiony przez szybką linię Gardermobanen. Trasa między Eidsvoll i Dombås nazywana była dawniej Eidsvoll-Dombåsbanen. Linia z Støren do Trondheim nazywa się Størenbanen. Cała linia z Oslo do Trondheim liczy 553 km. Jest bardziej ruchliwą linią niż starsza Rørosbanen i jest zelektryfikowana. 

## Stacje na linii
Na odcinku do Hamar pełni funkcją kolei lokalnej; od Lillehammer obsługuje połączenia dalekobieżne do Trondheim.
| - Oslo Sentralstasjon - Lillestrøm - Gardermoen - Eidsvoll - Tangen - Stange - Hamar - Brumunddal - Moelv - Lillehammer - Hunderfossen - Ringebu - Vinstra | - Kvam - Otta - Dovre - Dombås - Hjerkinn - Kongsvoll - Oppdal - Berkåk - Støren - Heimdal - Trondheim S |